# Emerson Rujel
Emerson Rigoberto Rujel (* 28. Januar 2000) ist ein peruanischer Leichtathlet, der sich auf den Hammerwurf spezialisiert hat.

## Sportliche Laufbahn
Erste internationale Erfahrungen sammelte Emerson Rujel im Jahr 2022, als er bei den U23-Südamerikameisterschaften in Cascavel mit einer Weite von 56,00 m den siebten Platz belegte.
In den Jahren 2020 und 2022 wurde Rujel peruanischer Meister im Hammerwurf.